# Československá hokejová reprezentace v sezóně 1977/1978
Československá hokejová reprezentace v sezóně 1977/1978 sehrála celkem 30 zápasů.

## Přehled mezistátních zápasů
| Pořadí | Datum             | Soupeř  | Výsledek            | Soutěž                  | Místo utkání |
| ------ | ----------------- | ------- | ------------------- | ----------------------- | ------------ |
| 719.   | 18. září 1977     | SSSR    | 1:4 (0:1, 1:2, 0:1) | Pohár Rudého práva 1977 | Praha        |
| 720.   | 21. září 1977     | SSSR    | 5:4 (1:2, 2:1, 2:1) | Pohár Rudého práva 1977 | Praha        |
| 721.   | 11. prosince 1977 | Švédsko | 4:1 (1:0, 0:0, 3:1) | přátelsky               | Praha        |
| 722.   | 12. prosince 1977 | Švédsko | 9:2 (3:2, 4:0, 2:0) | přátelsky               | Praha        |
| 723.   | 16. prosince 1977 | Finsko  | 3:3 (1:2, 0:0, 2:1) | Cena Izvestijí 1977     | Moskva       |
| 724.   | 18. prosince 1977 | SSSR    | 8:3 (2:0, 3:0, 3:3) | Cena Izvestijí 1977     | Moskva       |
| 725.   | 20. prosince 1977 | Švédsko | 2:1 (1:1, 1:0, 0:0) | Cena Izvestijí 1977     | Moskva       |
| 726.   | 13. února 1978    | Švédsko | 7:4 (2:1, 3:0, 2:3) | přátelsky               | Stockholm    |
| 727.   | 15. února 1978    | Švédsko | 4:3 (3:0, 0:2, 1:1) | přátelsky               | Göteborg     |
| 728.   | 12. dubna 1978    | NDR     | 7:3 (2:2, 3:1, 2:0) | přátelsky               | Litvínov     |
| 729.   | 13. dubna 1978    | NDR     | 8:0 (3:0, 2:0, 3:0) | přátelsky               | Teplice      |
| 730.   | 22. dubna 1978    | Kanada  | 2:3 (0:1, 1:2, 1:0) | přátelsky               | Praha        |
| 731.   | 23. dubna 1978    | USA     | 8:2 (2:0, 3:2, 3:0) | přátelsky               | Praha        |
| 732.   | 26. dubna 1978    | NDR     | 8:0 (2:0, 2:0, 4:0) | Mistrovství světa 1978  | Praha        |
| 733.   | 28. dubna 1978    | Finsko  | 6:4 (1:3, 2:1, 3:0) | Mistrovství světa 1978  | Praha        |
| 734.   | 29. dubna 1978    | SRN     | 8:2 (2:1, 4:1, 2:0) | Mistrovství světa 1978  | Praha        |
| 735.   | 2. května 1978    | USA     | 8:3 (0:0, 3:0, 5:3) | Mistrovství světa 1978  | Praha        |
| 736.   | 4. května 1978    | Kanada  | 5:0 (1:0, 1:0, 3:0) | Mistrovství světa 1978  | Praha        |
| 737.   | 6. května 1978    | SSSR    | 6:4 (1:2, 3:1, 2:1) | Mistrovství světa 1978  | Praha        |
| 738.   | 8. května 1978    | Švédsko | 3:2 (0:1, 1:1, 2:0) | Mistrovství světa 1978  | Praha        |
| 739.   | 10. května 1978   | Švédsko | 6:1 (2:0, 3:0, 1:1) | Mistrovství světa 1978  | Praha        |
| 740.   | 12. května 1978   | Kanada  | 3:2 (2:2, 0:0, 1:0) | Mistrovství světa 1978  | Praha        |
| 741.   | 14. května 1978   | SSSR    | 1:3 (0:1, 0:1, 1:1) | Mistrovství světa 1978  | Praha        |

## Bilance sezóny 1977/78
| Soupeř  | Zápasy | Výhry | Remízy | Prohry | Skóre  |
| ------- | ------ | ----- | ------ | ------ | ------ |
| Finsko  | 2      | 1     | 1      | 0      | 9:7    |
| Kanada  | 3      | 2     | 0      | 1      | 10:5   |
| NDR     | 3      | 3     | 0      | 0      | 23:3   |
| SSSR    | 5      | 3     | 0      | 2      | 21:18  |
| Švédsko | 7      | 7     | 0      | 0      | 35:14  |
| USA     | 2      | 2     | 0      | 0      | 16:5   |
| SRN     | 1      | 1     | 0      | 0      | 8:2    |
| Celkem  | 23     | 19    | 1      | 3      | 122:54 |

## Další zápasy reprezentace
| Datum         | Soupeř              | Výsledek             | Soutěž                  | Místo utkání |
| 7. září 1977  | VSŽ Košice          | 4:3 (3:0, 1:3, 0:0)  | Tatranský pohár 1977    | Poprad       |
| 8. září 1977  | LVS Poprad          | 5:0 (0:0, 1:0, 4:0)  | Tatranský pohár 1977    | Poprad       |
| 10. září 1977 | Star Oslo           | 21:1 (5:0, 8:1, 8:0) | Tatranský pohár 1977    | Poprad       |
| 11. září 1977 | výběr NDR           | 7:1 (1:0, 2:0, 4:1)  | Tatranský pohár 1977    | Poprad       |
| 17. září 1977 | Cincinnati Stingers | 8:2 (2:0, 1:0, 5:2)  | Pohár Rudého práva 1977 | Praha        |
| 20. září 1977 | Cincinnati Stingers | 12:3 (1:2,6:0,5:1)   | Pohár Rudého práva 1977 | Praha        |
| 6. září 1977  | Quebec Nordiques    | 6:2 (3:1, 2:0, 1:1)  | Cena Izvestijí 1977     | Moskva       |

## Přátelské mezistátní zápasy
Československo –  Švédsko	4:1 (1:0, 0:0, 3:1)
11. prosince 1977 – Praha

Branky a nahrávky Československa: 6:34 Bohuslav Ebermann (Jiří Novák), 44:44 Jiří Novák (Bohuslav Ebermann), 48:48 Jaroslav Pouzar (Milan Nový, Marián Šťastný), 55:22 Josef Augusta (Ivan Hlinka).

Branky a nahrávky Švédska: 45:40 Nils-Olov Olsson (Lars-Erik Ericsson).

Rozhodčí: Viktor Dombrovskij (URS) – Luděk Exner (TCH), Ivan Koval (TCH)

Vyloučení: 4:5 (využití 2:0)
ČSSR: Jiří Holeček – Jiří Bubla, Milan Kajkl, Oldřich Machač, Milan Chalupa, Jan Zajíček, Miroslav Dvořák, František Kaberle – Vladimír Veith, Ivan Hlinka, Josef Augusta – Vladimír Martinec, Jiří Novák, Bohuslav Ebermann – Marián Šťastný, Libor Havlíček, Jaroslav Pouzar – Milan Nový.
Švédsko: Lennart Andersson – Stig Salming, Ulf Weinstock, Lars Lindgren, Lars Zetterström, Stig Östling, Mats Waltin – Per Lundqvist, Thomas Gradin, Peter Wallin – Lenart Norberg, Leif Holmgren, Bengt Lundholm – Nils-Olov Olsson, Kjell Brus, Lars-Erik Ericsson.
 Československo –  Švédsko	9:2 (3:2, 4:0, 2:0)
12. prosince 1977 – Praha

Branky Československa: 0:29 Ivan Hlinka (Milan Chalupa), 8:29 Jiří Novák (Bohuslav Ebermann),  10:20 Vladimír Martinec (Jiří Novák), 21:00 Jiří Novák, 22:27 Jan Neliba, 31:17 Vladimír Veith (Ivan Hlinka, Josef Augusta), 38:00 Ivan Hlinka (Jiří Bibla), 53:51 Jiří Bubla (Ivan Hlinka), 58:00 Vladimír Veith (Ivan Hlinka).

Branky Švédska: 5:12 Lars Lindgren, 14:56 Lars Gunnar Lundberg.

Rozhodčí: Viktor Dombrovskij (URS) – Luděk Exner (TCH), Karel Sládeček (TCH)

Vyloučení: 5:5 (využití 2:2) navíc Milan Nový na 5 min.
ČSSR: Jiří Králík – Jiří Bubla, Jan Zajíček, Oldřich Machač (21. Milan Chalupa), Miroslav Dvořák, František Kaberle, Jan Neliba – Vladimír Veith, Ivan Hlinka, Josef Augusta – Vladimír Martinec, Jiří Novák, Bohuslav Ebermann – Eduard Novák, Milan Nový, Jaroslav Pouzar
Švédsko: Gunnar Lejdborg – Stig Östling, Lars-Erik Esbjörs, Lars Lindgren, Lars Zetterström, Stig Salming, Ulf Weinstock, Jan Asplund – Lenart Norberg, Leif Holmgren, Bengt Lundholm – Per Lundqvist, Thomas Gradin, Peter Wallin – Martin Karlsson, Lars-Göran Nilsson, Lars Gunnar Lundberg – Nils-Olov Olsson, Lars-Erik Ericsson.
 Československo –  Švédsko	7:4 (2:1, 3:0, 2:3)
13. února 1978 – Stockholm

Branky Československa: 14. Milan Nový, 20. Josef Augusta, 25. Jan Zajíček, 27. Josef Augusta, 35. Jiří Novák, 53. Marián Šťastný, 54. Milan Nový. 

Branky Švédska: 4. Leif Holmgren, 42. Rolf Edberg, 45. Lenart Norberg, 60. Thomas Gradin.

Rozhodčí: Andrej Zacharov (URS) – Kuzněcov (URS), Jurij Smirnov (URS)

Vyloučení: 3:6 (využití 1:2)
ČSSR: Jiří Holeček – František Kaberle, Jan Neliba, Oldřich Machač (Milan Chalupa), Miroslav Dvořák, Jiří Bubla, Jan Zajíček – Eduard Novák, Milan Nový, Josef Augusta – Vladimír Martinec, Jiří Novák, Bohuslav Ebermann – Jindřich Kokrment (Marián Šťastný), Ivan Hlinka, Jaroslav Pouzar.
Švédsko: Christer Abrahamsson – Stig Salming, Ulf Weinstock, Stig Östling, Mats Waltin, Lars Zetterström, Lars Lindgren – Lenart Norberg, Thomas Gradin, Leif Holmgren – Nils-Olov Olsson, Harald Lückner, Lars-Erik Ericsson – Ulf Isaksson, Rolf Edberg, Anders Kallur – Per Lundqvist, Lars-Göran Nilsson, Lars Gunnar Lundberg.
 Československo –  Švédsko	4:3 (3:0, 0:2, 1:1)
15. února 1978 (19:00) – Göteborg

Branky a nahrávky Československa: 4. Jaroslav Pouzar, 9. Milan Nový (Anton Šťastný), 11. Jaroslav Pouzar, 56. Marián Šťastný (Jaroslav Pouzar).

Branky a nahrávky Švédska: 24. Anders Kallur (Nils-Olov Olsson), 24. Per Lundqvist, 49. Harald Lückner.

Rozhodčí: Andrej Zacharov (URS) – Kuzněcov (URS), Jurij Smirnov (URS)

Vyloučení: 3:3 (využití 0:1)
ČSSR: Jiří Králík – Jiří Bubla, Milan Kajkl, František Kaberle, Jan Zajíček, Milan Chalupa, Miroslav Dvořák, Oldřich Machač – Jindřich Kokrment, Ivan Hlinka, Jaroslav Pouzar – Eduard Novák, Milan Nový, Josef Augusta - Marián Šťastný, Peter Šťastný, Anton Šťastný – Vladimír Martinec, Jiří Novák, Bohuslav Ebermann.
Švédsko: Lennart Andersson – Lars-Erik Esbjörs, Jan-Erik Silfverberg, Stig Salming, Lars Lindgren, Lars Zetterström, Stig Östling, Mats Waltin – Lenart Norberg, Thomas Gradin, Leif Holmgren – Ulf Isaksson, Rolf Edberg, Bengt Lundholm – Nils-Olov Olsson, Harald Lückner, Anders Kallur – Per Lundqvist, Lars-Göran Nilsson, Lars-Gunnar Lundberg.
 Československo –  NDR	7:3 (2:2, 3:1, 2:0)
12. dubna 1978 – Litvínov

Branky Československa: 1. 21. Bohuslav Ebermann, 8. Jiří Bubla, 33. Vladimír Martinec, 37. Jan Zajíček, 43. Jaroslav Pouzar, 44. Peter Šťastný.

Branky NDR: 4. Reinhardt Fengler, 17. Dietmar Peters, 35. Reiner Patschinski.

Rozhodčí: Frey (SUI) – Jiří Brunclík (TCH), Václav Les (TCH)

Vyloučení: 3:2 (využití 0:0)
ČSSR: Jiří Holeček – Jiří Bubla, Milan Chalupa, František Kaberle Jan Zajíček, Oldřich Machač, Miroslav Dvořák – Vladimír Martinec, Jiří Novák, Bohuslav Ebermann – Eduard Novák (21. Pavel Richter), Milan Nový, Josef Augusta (21. Jaroslav Pouzar) - Marián Šťastný, Peter Šťastný, Anton Šťastný
NDR: Wolfgang Kraske (41. Roland Herzig) – Frank Braun, Dieter Simon, Joachim Lempio, Dietmar Peters, Reinhardt Fengler, Dieter Frenzel – Eckhard Schulz, Peter Slapke, Jürgen Franke – Frank Proske, Reiner Patschinski, Joachim Stasche – Roland Peters, Gerhard Müller, Friedheim Bögelsack.
 Československo –  NDR	8:0 (3:0, 2:0, 3:0)
13. dubna 1978 – Teplice

Branky Československa: 9. Pavel Richter, 17. Peter Šťastný, 18. Jiří Novák, 26. Milan Nový, 30. Milan Nový, 47. Pavel Richter, 49. Jaroslav Pouzar, 52. Vladimír Martinec.

Rozhodčí: Frey (SUI) – Jiří Brunclík (TCH), Václav Les (TCH)

Vyloučení: 10:7 (využití 2:0)
ČSSR: Jiří Králík – Jiří Bubla, Milan Kajkl, František Kaberle, Jan Zajíček, Oldřich Machač, Miroslav Dvořák, Milan Chalupa – Pavel Richter, Jiří Novák, Jaroslav Pouzar – Eduard Novák, Milan Nový, Josef Augusta - Marián Šťastný, Peter Šťastný, Anton Šťastný – Vladimír Martinec, Bohuslav Ebermann.
NDR: Roland Herzig – Frank Braun, Dieter Simon, Heinz Pöhland, Dietmar Peters, Klaus-Rüdiger Schröder, Dieter Frenzel – Eckhard Schulz, Peter Slapke, Jürgen Franke – Frank Proske, Reiner Patschinski, Joachim Stasche – Roland Peters, Gerhard Müller, Friedheim Bögelsack.
 Československo –  Kanada	2:3 (0:1, 1:2, 1:0)
22. dubna 1978 – Praha

Branky a nahrávky Československa: 37. Jiří Bubla, 44. Vladimír Martinec.

Branky a nahrávky Kanady: 6. Pat Hickey, 24. Rick Hampton (Pat Hickey), 31. Pat Hickey (Jean Pronovost).

Rozhodčí: Ove Dahlberg (SWE) – Ivan Šutka (TCH), Jozef Vrábel (TCH)

Vyloučení: 10:8 (využití 1:2)
ČSSR: Jiří Holeček – Jiří Bubla, Milan Kajkl, František Kaberle, Jan Zajíček, Oldřich Machač, Miroslav Dvořák, Milan Chalupa - Vladimír Martinec, Jiří Novák, Bohuslav Ebermann - Eduard Novák, Milan Nový, Jaroslav Pouzar - Marián Šťastný, Peter Šťastný, Anton Šťastný
Kanada: Daniel Bouchard – David Shand, Pat Ribble, Rick Hampton, Robert Picard, Brad Maxwell – Jean Pronovost, Marcel Dionne, Pat Hickey – Wilf Paiement, Thomas Lysiak, Robert McMillan – Glen Sharpley, Guy Charron, Don Lever – Dennis Maruk, Garry Unger, Michael Murphy – Young.
 Československo –  USA	8:2 (2:0, 3:2, 3:0)
23. dubna 1978 – Praha

Branky Československa: 3. Marián Šťastný, 5. Bohuslav Ebermann, 26. Anton Šťastný, 32. Pavel Richter, 40. Jan Zajíček, 44. Pavel Richter, 57. Eduard Novák, 60. Peter Šťastný.

Branky USA: 29. Mark Johnson, 38. Steve Jensen.

Rozhodčí: Andrej Zacharov (URS) – Ivan Šutka (TCH), Jozef Vrábel (TCH)

Vyloučení: 3:8 (využití 3:0)
ČSSR: Jiří Králík – Jiří Bubla, Milan Kajkl, František Kaberle, Jan Zajíček, Milan Chalupa, Miroslav Dvořák – Vladimír Martinec, Jiří Novák, Bohuslav Ebermann – Eduard Novák, Milan Nový, Pavel Richter - Marián Šťastný, Peter Šťastný, Anton Šťastný
USA: Peter Lopresti (21. Jim Warden, 41. Zimmerman – Craig Norwich, Glen Patrick, Jack O'Callahan, Dick Lamby, Don Jackson – Mike Eaves, Mark Johnson, Harvey Bennett – Phil Verchota, Dave Delich, Green – Jim Warner, Dave Debol, Mike Fidler – Thomas Younghans, Curt Bennett, Steve Jensen.